# Megaselia ochreola
Megaselia ochreola är en tvåvingeart som beskrevs av Borgmeier 1962. Megaselia ochreola ingår i släktet Megaselia och familjen puckelflugor. Inga underarter finns listade i Catalogue of Life.